# Ursula Wasnetsky
Ursula Wasnetsky (* 9. Oktober 1931 in Spremberg; † 21. Januar 2009) war eine deutsche Schachspielerin und -funktionärin.

## Schachfunktionärin
Anfang der 1970er-Jahre führte sie die ersten Mädchenturniere in Deutschland durch.
Frauenreferentin war sie von 1958 bis 1960 beim Berliner Schachverband, 1972 bis 1973 sowie 1985 bis 2006 beim Badischen Schachverband. Bei der Deutschen Schachjugend war sie von 1972 bis 1977 Mädchenreferentin und damit Vorstandsmitglied. 1992 wurde sie in die Frauenkommission des Weltschachbundes FIDE gewählt.
Vom Badischen Schachverband erhielt sie 1989 die Goldene Ehrennadel, 1997 die Ehrenmitgliedschaft und 2007 in Mannheim von Landesturnierleiter Bernd Breidohr den Ehrenbrief für ihr Lebenswerk. Am 3. Dezember 2008 wurde ihr auf Vorschlag von Ministerpräsident Günther Oettinger in Mannheim das deutsche Verdienstkreuz am Bande verliehen.

## Erfolge als Spielerin

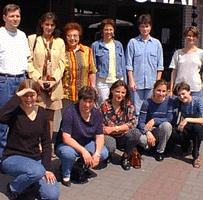
Die Gewinner der 8. Deutschen Frauen-Länder-Mannschafts-Meisterschaft 1998, mit Ursula Wasnetsky in der hinteren Reihe (dritte von links) am 17. Mai 1998 in Braunfels.

Für die deutsche Frauennationalmannschaft spielte Ursula Wasnetsky bei vier Schacholympiaden. Ihre erste Schacholympiade war die Olympiade 1969 in Lublin, bei der sie in einer Mannschaft mit Hannelore Jörger und Irmgard Karner am Spitzenbrett spielte, wobei ihr in zehn Partien nur ein Sieg gelang, gegen die für Rumänien spielende Gertrude Baumstark in der elften Runde. Bei der Schacholympiade 1972 in Skopje spielte sie am Reservebrett, 1974 in Medellín am zweiten Brett hinter Anni Laakmann und 1976 in Haifa erneut am Reservebrett. Für die deutsche Nationalmannschaft spielte sie ebenfalls beim Nordic Chess Cup 1971 in Großenbrode, bei dem sie mit einem Ergebnis von 3 Punkten aus 5 Partien das Frauenbrett besetzte.
Ihr Schachvereine waren Ilvesheim, seit Anfang der 1970er-Jahre der SK Ladenburg und seit 2001 der SK Chaos Mannheim, für den sie in der 2. Frauenbundesliga spielte. In den Saisons 2003/04 und 2004/05 war sie für die 1. Frauenbundesliga gemeldet, kam dort jedoch nicht zum Einsatz. Bei Chaos Mannheim war sie seit 2007 Ehrenmitglied.
Die deutsche Fraueneinzelmeisterschaft gewann sie 1968 in Fürstenfeldbruck. Zweite wurde sie 1972 in Burg (Dithmarschen) hinter Anni Laakmann und belegte 1975 den ersten Platz vor Juliane Hund bei der offenen deutschen Frauenmeisterschaft in Zell am Harmersbach. Zwischen 1965 und 1990 wurde sie zehn Mal Fraueneinzelmeisterin des Badischen Schachverbandes.
Ursula Wasnetsky war Mitglied und Betreuerin der Damen aus Baden, als diese 1998 und 2007 die Deutsche Frauen-Länder-Mannschaftsmeisterschaft in Braunfels gewannen.